# Duivelscurve
De duivelscurve is een vlakke meetkundige figuur die voor het eerst bestudeerd werd door de Zwitserse wiskundige Gabriel Cramer. De figuur bevat in het midden een gedeelte in de vorm van een diabolo. Via de Italiaanse vertaling, diablo, een woord dat ook duivel betekent, kreeg deze curve haar naam duivelscurve.

## Vergelijkingen

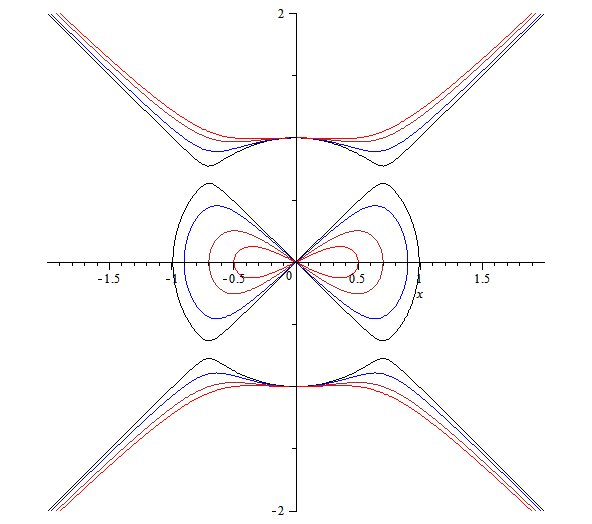
De duivelscurve voor en voor de waarden 0,98 (zwart), 0,90 (blauw), 0,70 (bruin) en 0,50 (rood)

In cartesische coördinaten wordt de duivelscurve gegeven als impliciete functie door de vergelijking:
{\displaystyle y^{2}\,(y^{2}-a^{2})=x^{2}\,(x^{2}-b^{2})}
De veranderlijken {\displaystyle x} en {\displaystyle y} komen alleen als kwadraten voor, zodat de figuur symmetrisch is tegenover de x-as, de y-as en dus ook tegenover de oorsprong. In poolcoördinaten luidt de vergelijking:
{\displaystyle \rho (\theta )={\frac {a^{2}\sin ^{2}\theta -b^{2}\cos ^{2}\theta }{\sin ^{2}\theta -\cos ^{2}\theta }}}
De figuur wordt bepaald door twee vrije parameters {\displaystyle a} en {\displaystyle b.} Het aantal mogelijk combinaties van deze twee parameters kan echter sterk worden ingeperkt zonder mogelijke vormen te verliezen. 
- De vorm wordt bepaald door de onderlinge verhouding van {\displaystyle a} en {\displaystyle b.} Immers, indien {\displaystyle a} en {\displaystyle b} met een gelijke factor verhoogd worden, wordt de figuur vergroot met het kwadraat van die factor, maar blijft de vorm op zich ongewijzigd. Men kan daarom bijvoorbeeld {\displaystyle a=1} kiezen, en alleen {\displaystyle b} laten variëren.
- Omdat {\displaystyle a} en {\displaystyle b} alleen als kwadraten voorkomen, volstaat het enkel positieve waarden van {\displaystyle a} en {\displaystyle b} te bestuderen.
- Verder ontstaat de figuur met een verhouding {\displaystyle a/b} als spiegeling tegenover de eerste bissectrice van de figuur met een verhouding {\displaystyle b/a.}

Om alle vormen te verkrijgen volstaat het dus (bijvoorbeeld) {\displaystyle a=1} te kiezen, en {\displaystyle b} dan waarden te laten aannemen tussen 0 en 1.

## Vorm van de duivelscurve
De figuur toont de duivelscurve voor {\displaystyle a=1} en verschillende waarden voor {\displaystyle b.} Voor waarden {\displaystyle a=1} en {\displaystyle b=1} bestaat de duivelscurve uit een cirkel en twee snijdende rechten. Van zodra {\displaystyle b} kleiner is dan 1 ontstaat de centrale diabolo, en bevat de duivelscurve daarnaast nog twee aparte gedeelten die telkens twee schuine asymptoten bevat die hoeken van 45° maken met de coördinaatassen. De centrale diabolo verkleint naarmate {\displaystyle b} vanaf de limietwaarde 1 kleiner en kleiner wordt.